# Маслов, Сергей Николаевич (общественный деятель)
Сергей Николаевич Маслов (Масло́в, по старинному произношению) (28 февраля [12 марта] 1867, Ливны — 9 января 1925, Египет)  — российский общественный и государственный деятель. Действительный статский советник.

## Биография
Сергей Николаевич Маслов — сын Николая Ивановича Маслова (ок. 1825—1882), выходца из небогатой купеческой семьи. Н. И. Маслов получил некоторое образование (главным образом, самообразование) и, имея энергичную натуру, стал видной и уважаемой фигурой в Ливнах: служил управляющим филиалом Орловского коммерческого банка, а в 1880 году был избран городским головой. Мать Елизавета Васильевна происходила из семьи помещика Положенцева.
В 1885 году С. Н. Маслов окончил Поливановскую гимназию в Москве и в 1891 году историко-филологический факультет Московского университета. Пройдя в 1891 году военную службу вольноопределяющимся в 142-м пехотном Звенигородском полку, получил чин прапорщика запаса.
В 1891 г. возвращается в Ливны, где с 1894 г. посвящает себя общественной деятельности. Он занимает ряд выборных должностей: почётный мировой судья в уезде, гласный уездного земского собрания. В 1896 году, сдав (экстерном) экзамены в юридической испытательной комиссии при Московском университете, получил диплом (1-й степени) юриста. В 1898 г. приказом министра финансов был переведён делопроизводителем в Крестьянский поземельный банк в Петербурге. В 1901 г. избирается председателем Орловской губернской земской управы, оставаясь в этой должности до 1917 г..

Маслов был […] убеждённый умеренный либерал, теоретик-конституционалист. Ум, образование, опыт, необыкновенное трудолюбие делали его драгоценным общественным работником, и я, говоря о всём пятидесятилетии земства, готов назвать его первым земцем орловского края. Но скромность его равнялась достоинствам, и он во всю свою жизнь ставил выше себя людей, превосходивших его внешним блеском, но конечно более легковесных. […] Маслов, кроме звания общеземского уполномоченного во время войны, никогда не шёл ни на какие должности вон из губернии и всю свою жизнь, все силы до конца положил на службу своему краю. — В. Н. Лясковский
.

В качестве Главного уполномоченного общеземской организации в 1904 году, во время Русско-Японской войны, организовал санитарный отряд земства для помощи больным и раненым и посетил театр военных действий на Дальнем Востоке.
В июле 1905 г., по возвращении с Дальнего Востока, Сергей Маслов писал:

Теперь опять вхожу в русскую жизнь, но многого в ней пока совершенно не понимаю, – хотя бы необъяснимого совершенно повального увлечения всеобщим, прямым и равным голосованием. Надежду на возможность мирного разрешения предстоящей нам задачи, о котором можно было мечтать в октябре и ноябре, кажется, надо бросить. По-видимому, мы уже на том пути, который в XVIII веке пал на долю Франции. Повторение en grand, в условиях русских и при нашем славянском характере событий французской революции не представляется очень привлекательным, но, кажется, оно неизбежно, если власть в последний момент не вступит на путь решительных и добросовестных реформ. К сожалению, их делать некому.

В 1905 г. становится одним из учредителей партии октябристов.
По отзывам видных членов партии кадетов А. А. Стаховича, П. Н. Милюкова и М. М. Духовского, он был умным и порядочным политиком, которого они хотели бы видеть в рядах их партии.
После начала Первой мировой войны С. Н. Маслов стал членом временного Главного комитета Всероссийского земского союза, занимавшегося помощью больным, раненым и беженцам.
В сентябре 1915 г. был избран делегатом Всероссийских земского и городского союзов в состав депутации, которая должна была представить царю требования о создании «министерства доверия» и немедленного возобновления занятий Думы, распущенной 3 сентября. Царь «не изволил признать возможным их принять».
После февральской революции 1917 г. становится орловским губернским комиссаром Временного правительства.
Был кандидатом в Учредительное собрание от Союза земельных собственников (но депутатом не стал). После Октябрьской революции — член Особого совещания при Деникине, начальник Управления продовольствия, с 24 января 1919 г. — управляющий отделом продовольствия. Член Комиссии по местному самоуправлению. Принимал участие в совещании по вопросу об урегулировании торговых отношений между Добровольческой армией, Доном и Кубанью.
В 1920 г. эвакуирован на корабле «Херсон» из Новороссийска в Константинополь, затем в Александрию. Умер в Египте в 1925 г.

## Семья
- Сестра Софья Николаевна Горбова (Маслова) (1863–1949), жена Н. М. Горбова.
- Брат Михаил Николаевич Маслов (1868–1929), врач[22].
- Сёстры Лидия (1872–1935) и Ольга (? –1933) Масловы.

## Награды
- Орден Святой Анны 3-й степени (1900)[6]
- Орден Святой Анны 2-й степени (1904)[6]
- Орден Святого Владимира 4-й степени (1908)[6]